# Moto Rumi

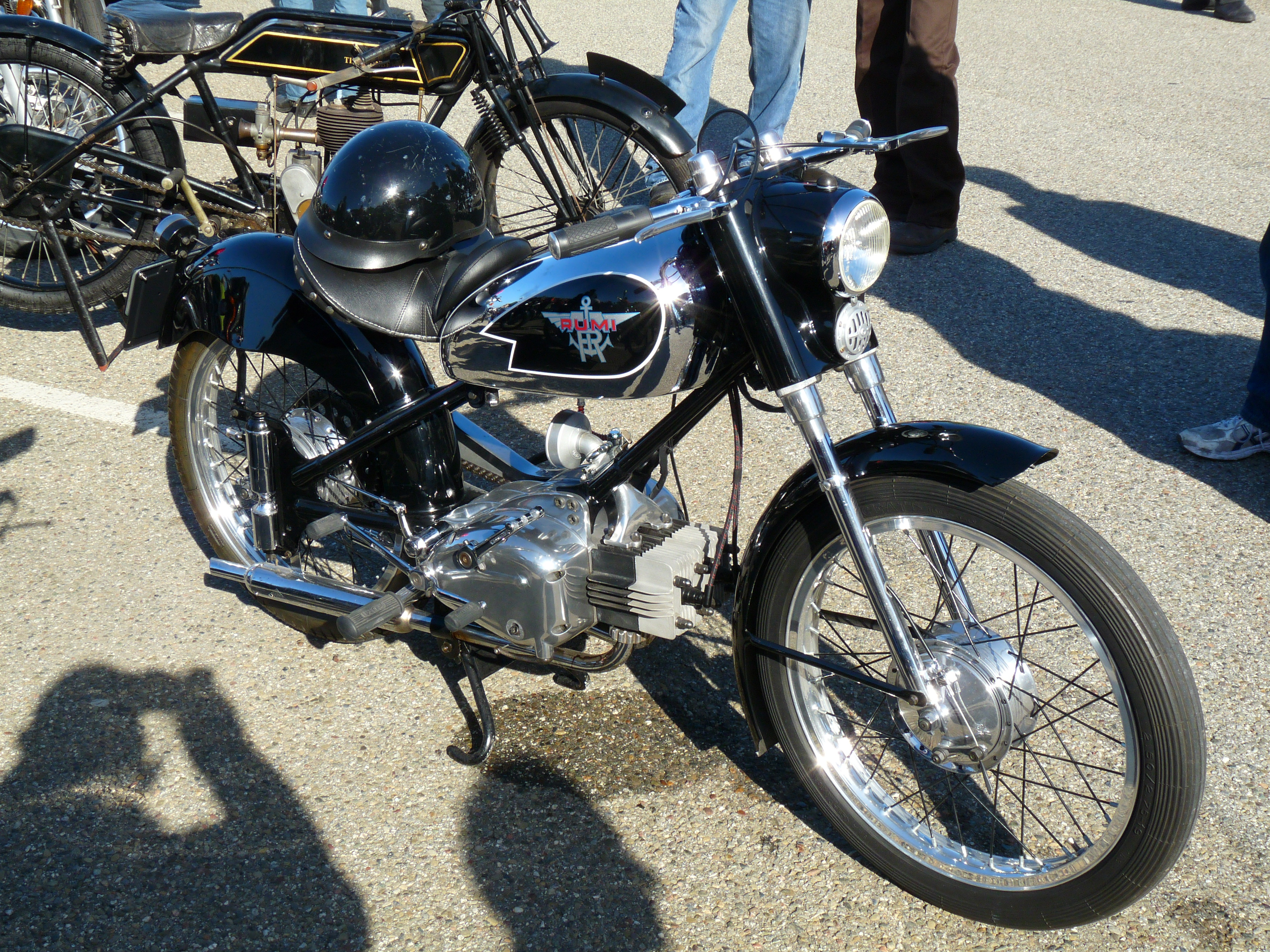
Rumi 125

A Moto Rumi SpA 1949 és 1969 között működő motorkerékpár-gyártó vállalat volt. Elődje az 1908-ban Stefano Rumi által alapított bergamói központú olasz gépgyártó vállalat ami eredetileg a textiliparnak szállított öntvény gépalkatrészeket. A második világháború kitörésekor fegyverek, kis méretű tengeralattjárók és torpedók gyártásával foglalkozott. A háború során az olaszországi járműállomány szinte teljesen megsemmisült, ezért 1945 után kiemelkedő igény támadt az olcsó tömegcikknek szánt robogókra. 1948-ban a cégalapító Stefano Rumi fia, Donnino Rumi vette át az irányítást és 1949-ben a Rumi vezetésével együtt úgy döntött, hogy több olasz gyártó mellett bekapcsolódnak a robogók gyártásába. Arról is döntöttek, hogy a hajtást egy kétütemű, fekvőelrendezésű, ikerdugattyús, 125 cm3-es lökettérfogatú erőforrásra alapozzák – a motorkerékpárnak a Rumi 125 típusjelzést adták. 1952-ben, a robogók népszerűsége miatt, a Rumi elkezdte gyártani a Scoiattolo (Mókus) modellt, ami öntött alumínium monocoque vázzal, cső keresztmetszetű lengőkaros hátsó felfüggesztéssel, elöl teleszkópos villákkal, 14 hüvelykes kerekekkel és három sebességfokozatú nyomatékváltóművel rendelkezett. A következő modellek már négyfokozatú sebességváltóval és elektromos önindítóval rendelkeztek. A Moto Rumi robogók kiemelkedő népszerűségnek örvendtek, mivel gyártásuk során a piacon kapható leggyorsabb robogók voltak.

## 1952

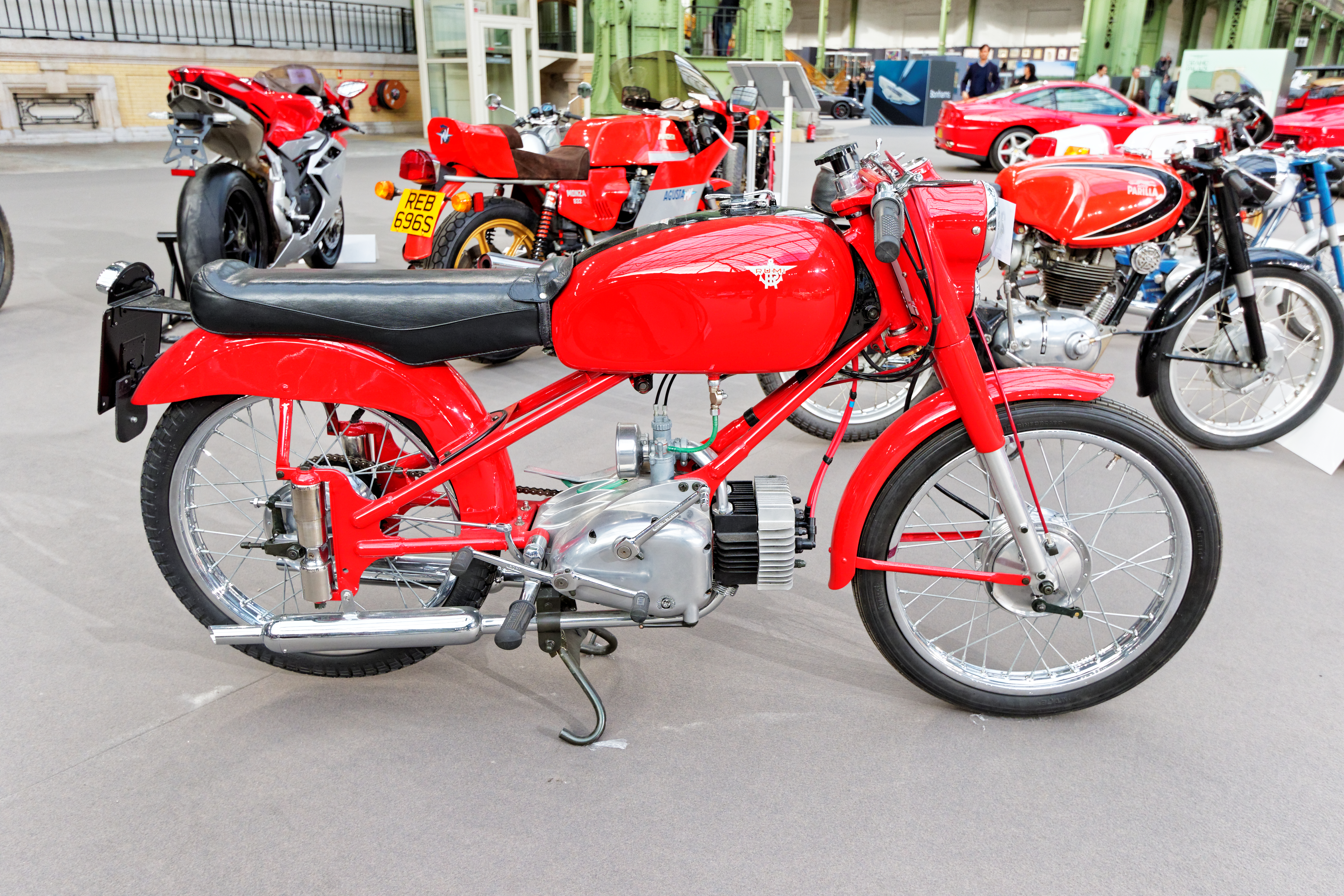
Moto Rumi Super Sport

1952-ben a Rumi az egykarburátoros Sport és a kétkarburátoros Super Sport modelleket gyártotta. A Super Sportot felváltotta a Gobbetto (Púpos) –, ami gyakorlatilag egy gyári versenyrobogó volt.

## 1954

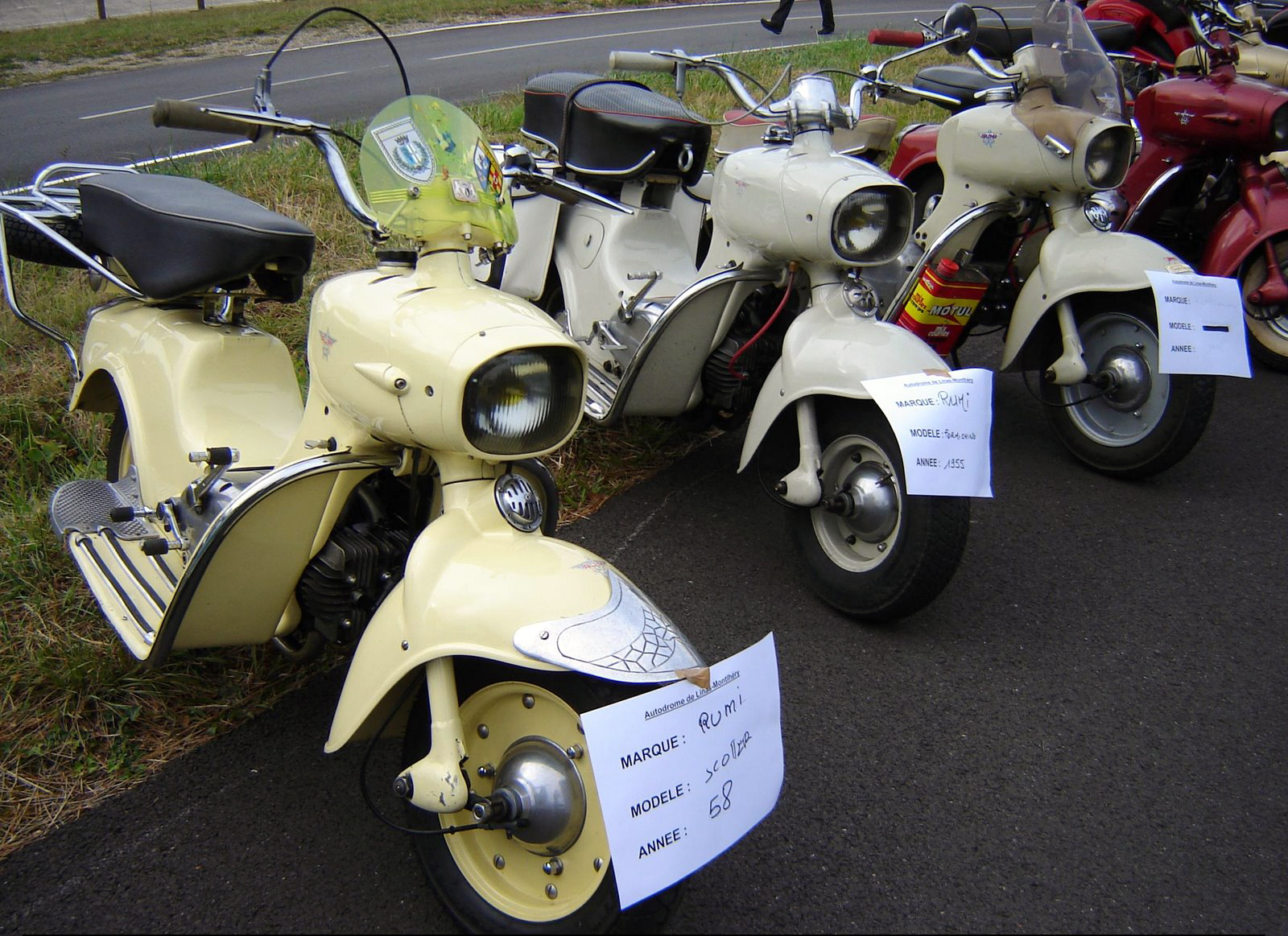
Moto Rumi Formichino

1954-ben elkészült a Formichino (Hangyácska) robogó. 1954-ben a Moto Rumi gyári versenyzője egy Gobbetto Competizionével  megnyerte az olasz nemzeti bajnokságot.
A teljes váz, az első villák, az bukókeret és a lábvédők kivételével alumíniumöntvényből készült, az első és a hátsó vázöntvények a motorhoz csavarozva monocoque-ot alkottak, ami könnyű és merev konstrukciót eredményezett. A hátsó lengőkar, a láncház és a kipufogó hangtompítódoboza szintén öntött alumíniumból készült. Ezeknek a modelleknek eredetileg 8 hüvelykes kerekei voltak, de 1958-ra átálltak 10 hüvelykesre, ami jobb stabilitást és nagyobb hasmagasságot biztosított.

## 1955
1955-ben a Junior Corsa és a Junior Gentleman váltotta fel a Competizionét.

## 1957, 1958 – nemzetközi versenysikerek
1957-ben, 1958-ban és 1960-ban a Moto Rumi nyerte a franciaországi Montlhéryben megrendezett Bol d'Or 24 órás versenyt. A hatalmas sikerre való tekintettel a Moto Rumi a Bol d'Or versenyről nevezte el, az egyik Formichino modellváltozatot, aminek a jellegzetessége volt a – hosszútávú versenyzés miatt szükséges – szokatlanul nagy méretű kiegészítő üzemanyagtartály. Az Egyesült Királyságba szállított változatokat csutkakormánnyal, krómozott alumínium hengerekkel és ikerkarburátorokkal szerelték fel, viszont a francia piacra gyártott Bol d'or egy darab 22 mm-es karburátorral készült.

## A vállalat átalakulása

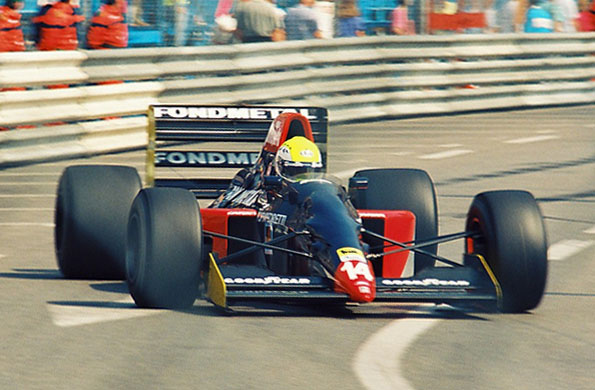
Andrea Chiesa az 1992-es monacói nagydíjon a Fondmetal GR01-gyel

az 1962-ben Donnino Rumi átadta a vállalat vezetését fiának Gabriele Ruminak azért, hogy visszatérjen szenvedélyéhez és eredeti foglalkozásához és szobrászművészként tevékenykedjen. Gabriele Rumi hét évvel később leállította a robogók gyártását és 1970-től csak alumínium megmunkálással foglalkoztak. 1972-ben létrehozta a Fondmetal autóipari beszállító vállalatot – többek között a Fiatnak, a Maseratinak szállítottak sebességváltóházakat, hengerfejeket, majd Formula–1-es beszállítóként, szponzorként és konstruktőrként is működtek. A Fondmetal volt a Formula–1 történetében az első gyártó, amelyik – a Williams, Tyrrell és Ligier szponzoraként és beszállítójaként, 1983-tól monoblokk magnézium keréktárcsákkal látott el csapatokat. 1984-ben az Osella hivatalos támogatójává váltak, majd az 1986-1992 közötti időszakban a Williams szponzoraként hozzájárultak a csapat három világbajnoki címéhez. 1990 és 1992 között saját csapattal indultak a világbajnokságban Fondmetal F1 néven. 1993-ban Gabriele Rumi Jean-Claude Migeot aerodinamikai szakértővel közösen létrehozta Olaszország első szélcsatornával rendelkező aerodinamikai kutatási és fejlesztési központját. 1994-1995-ben megbízást kaptak a Tyrelltől, majd 1996-1998-ig a Benettontól az aktuális versenyautók aerodinamikai fejlesztésére. A Fondmetal 1997-ben megszerezte a részvények többségét a Minardi F1-es csapatában, amely Gabriele Rumi irányításával vett részt a Formula–1-es világbajnokságon. 1999-ben megvásárolták a Cosworthtól a V10-es motor megépítéséhez és fejlesztéséhez való jogokat a teljes infrastruktúrával együtt. Az 1999-2000-es év során a Minardi számára végeznek aerodinamikai fejlesztést. 2001 és 2006 között – nem egyedüli szolgáltatóként – a Renault F1 aerodinamikai fejlesztésein dolgoztak. A Fondmetal létrehozza az Aerolab leányvállalatot, amellyel 2003 és 2012 között a Toyota F1-nek, a Spyker F1-nek, a Force Indiának, Lotus F1 Team-nek és a Caterhamnek-nek végeztek fejlesztéseket.

## Fordítás
- Ez a szócikk részben vagy egészben  a   Moto Rumi című angol Wikipédia-szócikk ezen változatának fordításán alapul.  Az eredeti cikk szerkesztőit annak laptörténete sorolja fel. Ez a jelzés csupán a megfogalmazás eredetét és a szerzői jogokat jelzi, nem szolgál a cikkben szereplő információk forrásmegjelöléseként.